# Máximo Tenorio
Máximo Tenorio (Esmeraldas, 30 de septiembre de 1969) es un exfutbolista ecuatoriano que jugaba de defensa central y su primer equipo fue el Emelec de Ecuador.

## Trayectoria
Se inició desde muy joven en un club de Segunda Categoría de su ciudad natal, Vargas Torres, y después tuvo pasos por varios equipos de la misma categoría. En 1992 fue comprado por Emelec y ese mismo año debuta en Primera División. En el equipo guayaquileño tuvo un buen desempeño, lo que le valió para que el Vasco da Gama de Brasil lo tuviera por tres meses.
En 1997 regresa a su país, precisamente al Barcelona. Ese mismo año sale campeón e inmediatamente regresa el Emelec. En el 2001 se fue a préstamo al Audaz Octubrino. Luego volvió nuevamente a Emelec y Barcelona, hasta que en el 2002, jugando para el Manta FC se retiró.
Fue seleccionado para disputar Copas Américas y Eliminatorias Mundialistas.

## Selección nacional
Ha sido internacional con la Selección de fútbol de Ecuador en 38 ocasiones. Su debut fue el 4 de julio de 1992 ante Uruguay en un partido amistoso.

### Participaciones enEliminatorias al Mundial
| Eliminatoria                          | Sede del Mundial       | Posición               | Resultado              | PJ | GA | Asis |
| ------------------------------------- | ---------------------- | ---------------------- | ---------------------- | -- | -- | ---- |
| Eliminatorias Mundial de USA 1994     | Estados Unidos         | 4°lugar 5pts Grupo B   | Eliminado              | 5  | 0  | 0    |
| Eliminatorias Mundial de Francia 1998 | Francia                | 6°lugar 21pts          | Eliminado              | 5  | 1  | 1    |
| Total en Eliminatorias                | Total en Eliminatorias | Total en Eliminatorias | Total en Eliminatorias | 10 | 1  | 1    |

### Participaciones enCopas América
| Torneo                 | Sede                   | Resultado              | PJ | GA | Asis |
| ---------------------- | ---------------------- | ---------------------- | -- | -- | ---- |
| Copa América 1993      | Ecuador                | Cuarto lugar           | 1  | 0  | 0    |
| Copa América 1995      | Uruguay                | Fase de grupos         | 3  | 0  | 0    |
| Copa América 1997      | Bolivia                | Cuartos de final       | 3  | 0  | 0    |
| Total en Copas América | Total en Copas América | Total en Copas América | 7  | 0  | 0    |

## Clubes
| Club            | País    | Año       |
| --------------- | ------- | --------- |
| Liga de Loja    | Ecuador | 1989-1991 |
| Emelec          | Ecuador | 1992-1996 |
| Vasco da Gama   | Brasil  | 1996      |
| Barcelona       | Ecuador | 1997      |
| Emelec          | Ecuador | 1998      |
| Audaz Octubrino | Ecuador | 1999      |
| Emelec          | Ecuador | 2000      |
| Barcelona       | Ecuador | 2001      |
| Manta FC        | Ecuador | 2002      |

## Palmarés

### Campeonatos nacionales
| Título             | Club      | País    | Año  |
| ------------------ | --------- | ------- | ---- |
| Serie A de Ecuador | Emelec    | Ecuador | 1993 |
| Serie A de Ecuador | Emelec    | Ecuador | 1994 |
| Serie A de Ecuador | Barcelona | Ecuador | 1997 |

- Datos: Q1463533